# Saint John River (Ostatlantik)
Der Saint John River ist ein Fluss in der westafrikanischen Republik Liberia und mündet etwa 100 Kilometer südöstlich der Hauptstadt Monrovia in den Atlantik.
Der Fluss wurde im 15. Jahrhundert erstmals von portugiesischen Seefahrern erreicht.

## Verlauf
Das Quellgebiet des Saint John River wird vom Mani River gebildet und befindet sich im Gebiet der Nimba Mountains im Bergland Guineas. Seine Fließrichtung wechselt in dem vom Regenwald bedeckten Einzugsgebiet am Oberlauf in einem Bogen nach Südwesten. Am Mount Goklu, etwa 15 Kilometer westlich von Sanniquellie befinden sich die Saint John Waterfalls, ein beliebtes Ausflugsziel. Der nach Süden abfließende Fluss bildet am Oberlauf bis zur Stadt Yalata den Grenzverlauf zwischen Guinea und Liberia.

In Liberia münden nahe der Stadt Niatande mehrere Bäche ein, damit „entsteht“ der Saint John River und markiert nun die Provinzgrenze zwischen dem Nimba County und dem Bong County sowie am Mittellauf zwischen dem Bong County und dem Grand Bassa County.
An der von einer Barre bereits teilweise versperrten trichterförmigen Mündung des Saint John River wurden im 19. Jahrhundert die Hafenstädte Buchanan und Edina angelegt. Die Gesamtlänge des Saint John River beträgt 464 km.
Da die zahllosen Inseln, Sandbänke, Riffe und Katarakte im Fluss die Nutzung als Wasserstraße ausschließen lassen, wurde in den 1960er Jahren eine Eisenbahnlinie für den Erztransport aus dem Nimba Gebiet zum Hafen von Buchanan errichtet.

## Hydrometrie
Die Wasserführung des Flusses wechselt im jahreszeitlichen Verlauf beständig:
- am Oberlauf, an der hydrographischen Station Baila, Einzugsgebiet 572 km², wird das Maximum im Monat Oktober erreicht, es beträgt 396,6 m³/s, das Minimum wird im Februar mit 27,3 m³/s registriert.[5]

- am Unterlauf, an der hydrographischen Station „Mt. Finlay (06SJ002)“, Liberia, Einzugsgebiet 15.723 km², lag der höchste gemessene Abfluss im September 2015 bei 1640 m³/s und das Minimum im März 2014 bei 22 m³/s. Der durchschnittliche Abfluss liegt bei 350 m³/s (siehe Diagramm).[3]

## Einzugsgebiet
Je nach Quelle wird das Einzugsgebiet mit Werten zwischen 14.914 km² und 17.220 km² angegeben. Es befindet sich zu 17 bis 15 % in Guinea, der Rest liegt in Liberia.